# Pfarrkirche Haus im Ennstal

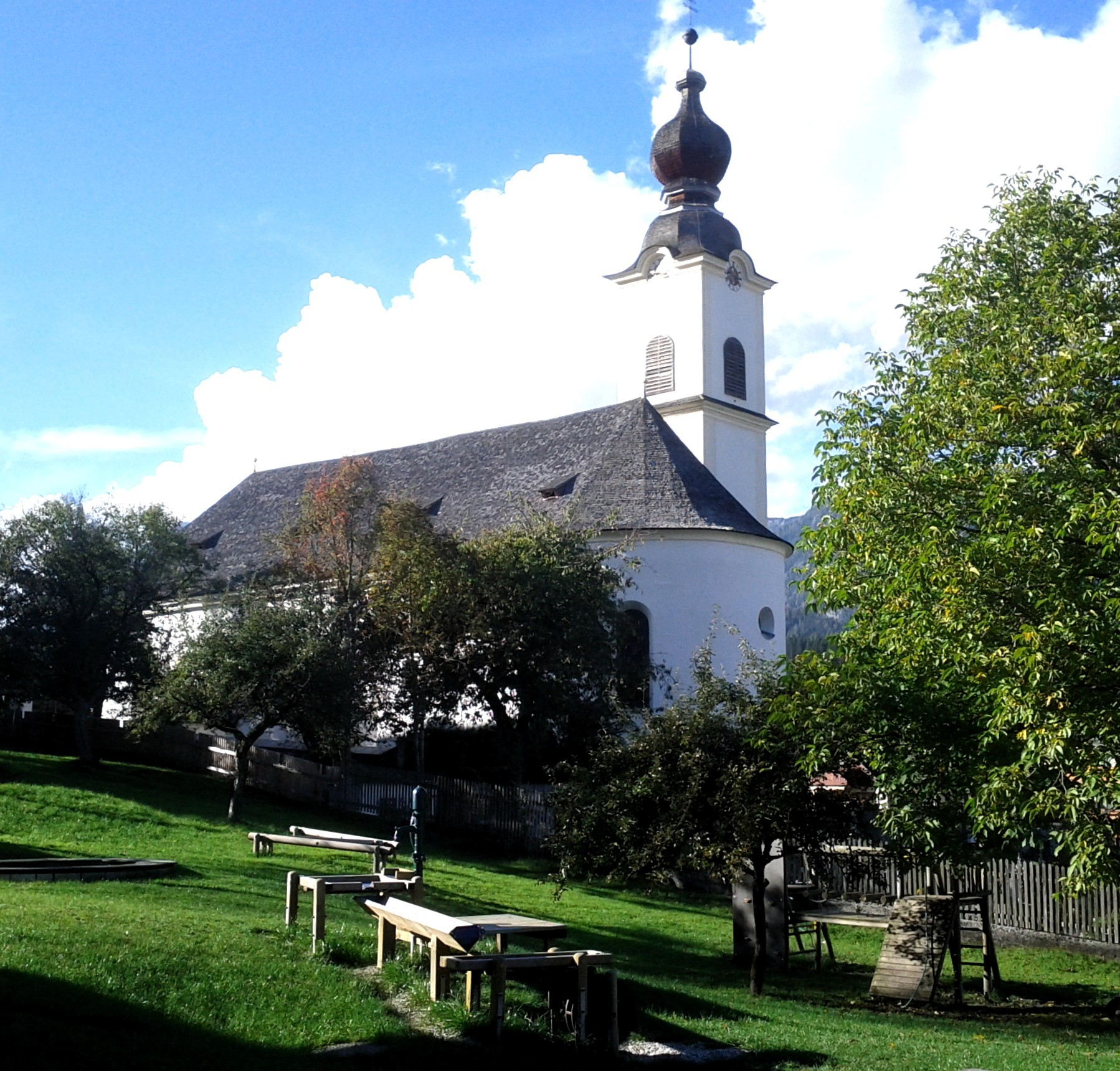
Katholische Pfarrkirche hl. Johannes der Täufer in Haus im Ennstal

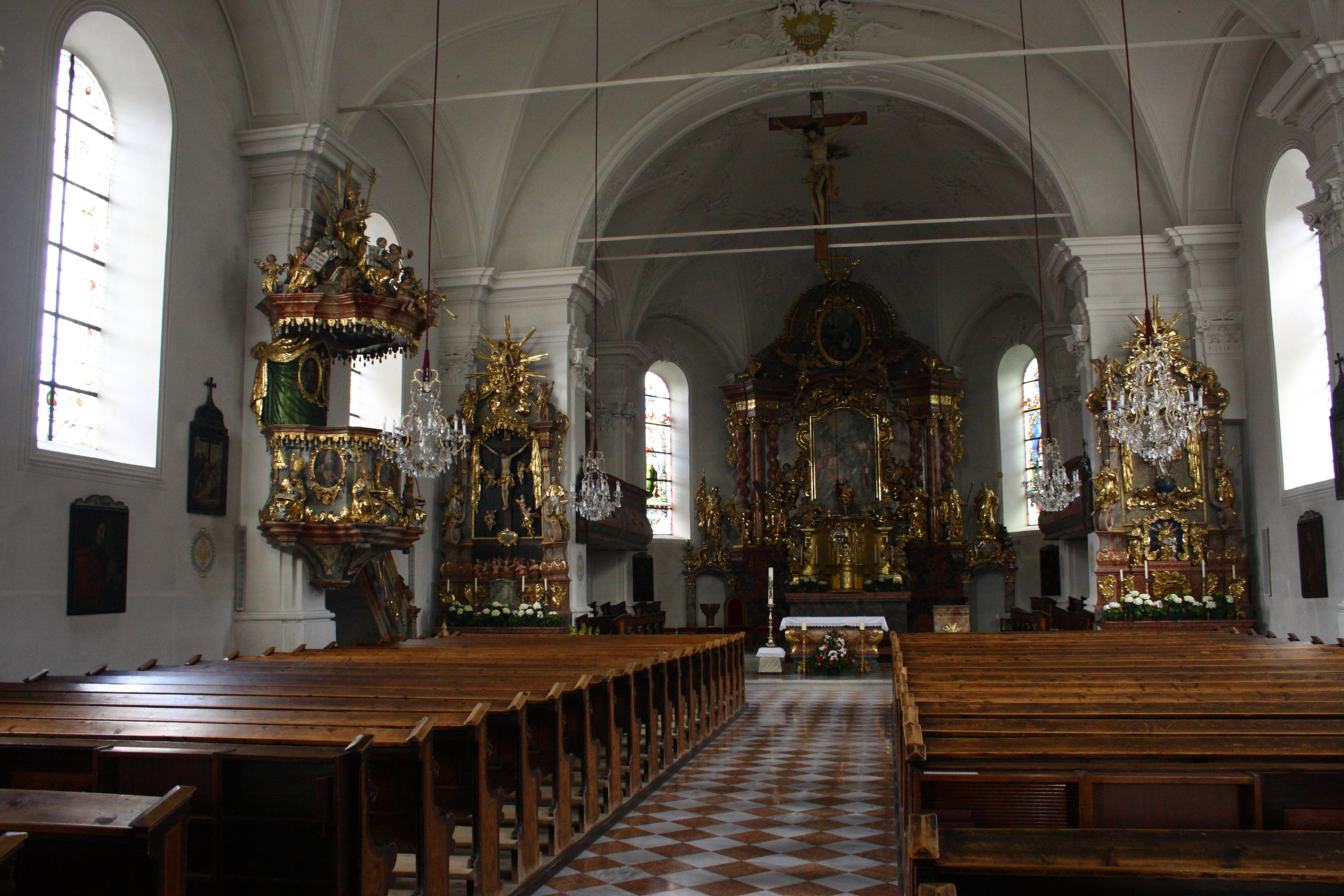
Langhaus, Blick zum Chor

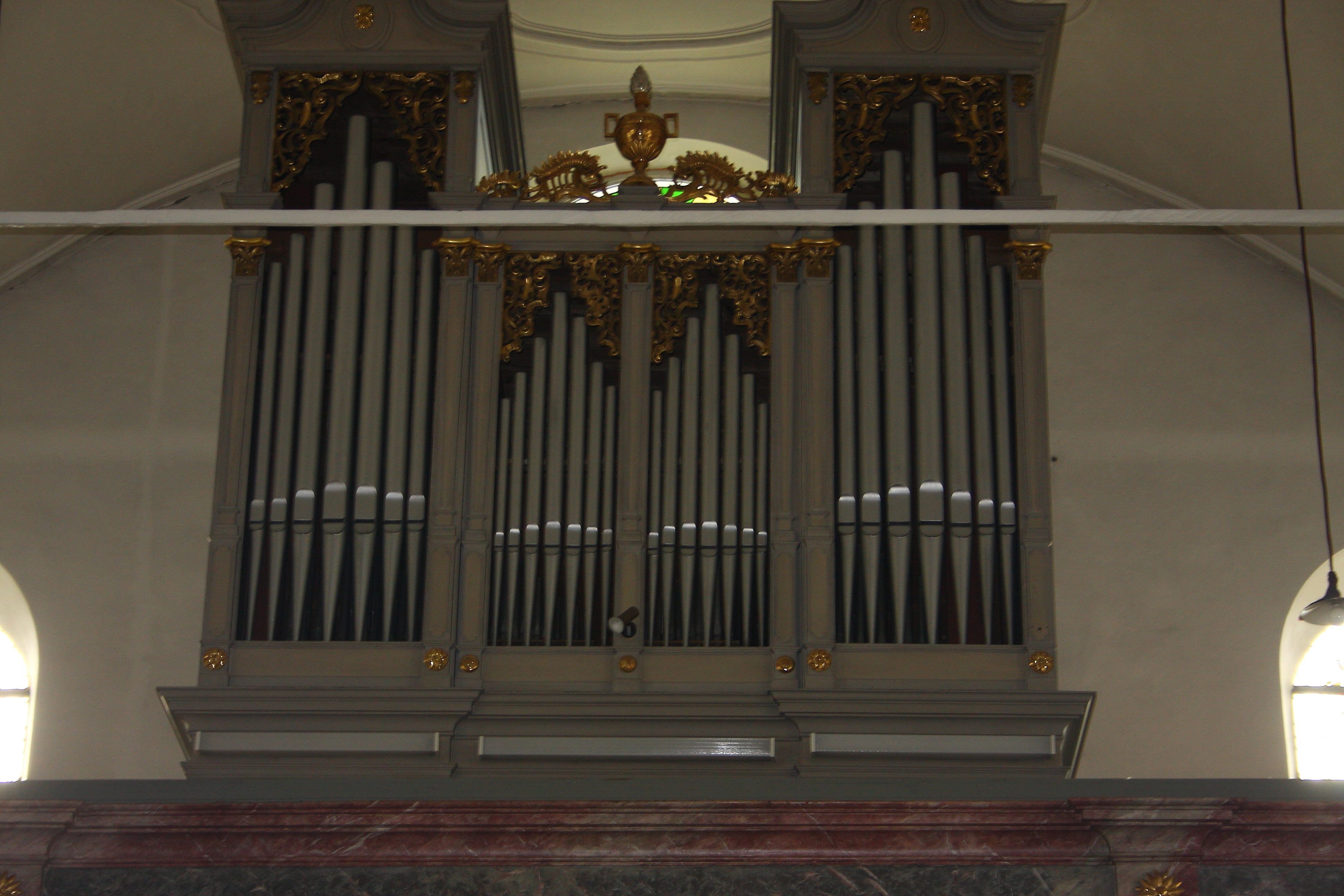
Blick zur Orgel

Die römisch-katholische Pfarrkirche Haus im Ennstal steht in der Marktgemeinde Haus im Bezirk Liezen in der Steiermark. Die dem Patrozinium des heiligen Johannes des Täufers unterstellte Pfarrkirche gehört zur Region Ennstal und Ausseerland (Dekanat Oberes Ennstal – Steirisches Salzkammergut) in der Diözese Graz-Seckau. Die Kirche und der Friedhof stehen unter Denkmalschutz (Listeneintrag).
Der Kirchenbau steht in einem Friedhof mit vier Initienkapellen. Nördlich der Pfarrkirche steht im Friedhof freistehend die Katharinenkapelle.

## Geschichte
Haus ist der älteste Pfarrort im oberen Ennstal. Eine Kirche wurde 1074 urkundlich erstmals genannt. Nach einem Brand von 1750 wurde 1753 unter dem Baumeister Cassian Singer aus Kitzbühel eine neue Kirche gebaut; 1900 und 1971 wurde sie innen restauriert.

## Architektur
Das vierjochige Langhaus hat ein Stichkappentonnengewölbe. Der eingezogene rundbogige Triumphbogen ist etwas gedrückt. Der etwas schmälere einjochige Chor hat einen Dreiachtelschluss. Die Kirche hat an allen drei Seiten Wandpfeiler mit Pilastervorlagen und zierlichen Kompositkapitellen. Während das Langhaus nur Stuckfelder hat, ist das Chorgewölbe reich mit Rokoko-Stuck ausgestattet. Es gibt eine Südkapelle. Die hölzerne Westempore auf zwei Pfeilern und zwei Emporen im Chor entstanden im Ende des 18. Jahrhunderts.
Die Glasfenster von 1906 schuf die Tiroler Glasmalerei. An der südlichen Außenwand befindet sich eine gemalte Sonnenuhr von 1786.

## Einrichtung
Der Hochaltar und die zwei Seitenaltäre in den Formen des Rokoko entstanden um 1752 in der Werkstatt des Balthasar Prandtstätter. Alle Altäre sind mit Stuckmarmor, vergoldetem Stuck und Skulpturen von Putten und Heiligen reich dekoriert und wurden 1760 von dem Maler Andreas Landschauer farbig gefasst. Das Hochaltarbild mit der Taufe Jesu im Jordan schuf Johann Georg Kreutzer. Der Hochaltar-Tabernakel, teils erneuert, trägt ein Relief von Jakob Gschiel.
Der Altar in der Südkapelle hat einen geschnitzten Baldachin mit Vorhang aus dem 18. Jahrhundert, der Altar trägt in einem Glasschrein eine Pietà. Die Kanzel von 1763 schuf ein Salzburger Bildhauer, sie trägt Statuen der Kirchenväter, Evangelisten und Tugenden. Das Triumphkreuz entstand nach der Mitte des 18. Jahrhunderts. In einer Nische neben der Kanzel steht eine Statue Christus im Kerker aus der zweiten Hälfte des 18. Jahrhunderts. Zwölf Apostelbilder sind aus dem Anfang des 18. Jahrhunderts. Es gibt Ovalbilder zu den Vier Letzten Dingen aus dem vierten Viertel des 18. Jahrhunderts, die dem Maler Johann Martin Schmidt zugeschrieben wurden. Kreuzwerg und die farbigen Glasfenster entstanden im 19. Jahrhundert. 
Die Orgel entstand Ende des 18. Jahrhunderts.